# Fairwater, Cardiff
Fairwater är en community i Storbritannien.   Den ligger i kommunen Cardiff och riksdelen Wales, i den södra delen av landet, 220 km väster om huvudstaden London.
Fairwater är en förort i västra delen av Cardiff.